# Impero latino di Costantinopoli

La frammentazione dell'impero bizantino dopo il 1204: l'impero latino (rosso), l'impero di Nicea (grigio), l'impero di Trebisonda (viola) e il despotato d'Epiro (verde scuro); i confini sono molto incerti, in più è anche rappresentato l'impero bulgaro (verde chiaro).

L'Impero latino di Costantinopoli (1204-1261), detto anche Impero latino d'Oriente, fu il risultato della quarta crociata, indetta da papa Innocenzo III per la riconquista di Gerusalemme, ma conclusa con il saccheggio e la presa di Costantinopoli. Per la città e per l'impero fu un periodo di grande decadenza, terminato solo con la riscossa dell'imperatore bizantino Michele VIII Paleologo che riconquistò la capitale.
Tale impero veniva percepito dai crociati come uno Stato cattolico successore dell'Impero romano d'Oriente. Baldovino I, conte delle Fiandre, venne incoronato come primo Imperatore il 16 maggio 1204; al rivale Bonifacio del Monferrato venne affidato il regno di Tessalonica.

## Storia

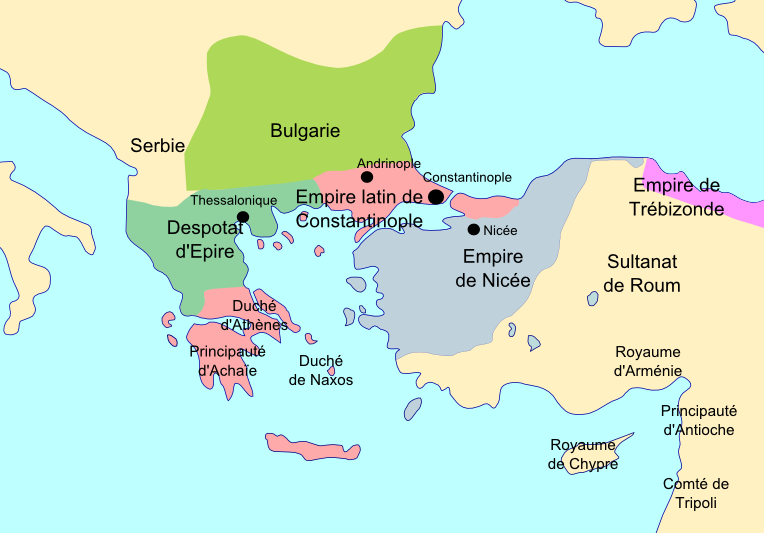
I Balcani e l'Asia Minore nel 1230, l'impero di Bulgaria (verde chiaro), il despotato d'Epiro (verde scuro), l'impero latino (rosa), l'impero di Nicea (grigio), impero di Trebisonda (viola)

L'impero bizantino alla fine del XII secolo si era indebolito, perdendo in sequenza la Serbia, la Croazia, la Dalmazia e la Bulgaria. Le lotte tra il figlio del deposto imperatore Isacco Angelo (Alessio) e suo zio, il despota Alessio III innescarono conseguenze allora imprevedibili. Dopo essere stato imprigionato col padre, Alessio (IV) riuscì a fuggire, rivolgendosi a Venezia. In questa città si trovavano concentrate le forze della quarta crociata in attesa di imbarcarsi per la Terrasanta, ma prive dei fondi necessari a pagare il trasporto con le navi veneziane (1202).
Il doge Enrico Dandolo ebbe allora la brillante idea di offrire loro il trasporto in cambio della conquista della città ribelle di Zara, che era uno degli scali sulla rotta di Terrasanta. Questa decisione fu presa solo dopo l'ostilità degli zaratini, che non volevano acconsentire al necessario scalo tecnico dell'imponente flotta. I crociati accettarono di collaborare con Venezia, ma il saccheggio e la conquista di una città cattolica suscitò in seguito un'ondata di scandalo nella cristianità. Papa Innocenzo III scomunicò i veneziani, ma non arrivò a una paradossale scomunica dei crociati, formalmente suoi inviati. A Zara il Dandolo ricevette degli emissari di Filippo di Svevia, cognato di Alessio di Bisanzio, figlio del detronizzato Isacco, che gli chiesero aiuto per rovesciare l'attuale imperatore che usurpava il trono.
La posta era molto allettante e Alessio aggiunse sul piatto una forte ricompensa in denaro e la ricomposizione dello Scisma d'Oriente. Fu così che nel 1203 i veneziani e i crociati conquistarono Costantinopoli, rovesciando Alessio III, restaurando Isacco e Alessio IV e prendendo sostanzialmente possesso della città, che fu successivamente  saccheggiata duramente con un secondo assedio, in seguito alle proteste dell'aristocrazia bizantina, stanca delle prepotenze e delle ingerenze occidentali (1204).
Inizialmente il titolo di Imperatore fu offerto al doge Enrico Dandolo che saggiamente rifiutò, vista la difficoltà di mantenere il potere così lontano da Venezia. Per questo in seguito ad un vero e proprio contratto tra veneziani e crociati, le terre dell'ormai ex impero bizantino vennero spartite tra Baldovino conte di Fiandra, eletto da un consiglio di sei veneziani e sei baroni "imperatore di Romània", che ne prese un quarto; un quarto venne preso dal marchese Bonifacio di Monferrato, comandante supremo della crociata, il quale aveva confidato nell'elezione, ma i veneziani gli avevano preferito Baldovino, date le sue "simpatie" per Genova; un altro quarto andò ai principi e baroni franchi che avevano preso parte all'impresa; l'ultima parte, che venne successivamente aumentata di un ottavo nella definitiva revisione delle assegnazioni - e quindi ammontava, come si disse allora, ad “una quarta parte e mezza” - venne presa dai veneziani, che si appropriarono delle isole della Grecia e dei principali scali navali, assicurandosi il monopolio dei traffici nel Mediterraneo orientale a discapito dei rivali genovesi. Tutti i feudatari, ma non il doge veneziano, erano tenuti alla fedeltà nei confronti dell'imperatore. Poiché quest'ultimo era stato scelto tra i baroni, a Venezia spettò la scelta del nuovo patriarca della Chiesa di rito latino, creata in quell'occasione. Il doge veneziano avrebbe acquisito da questo momento il titolo di “Signore di un quarta parte e mezza di tutto l’impero di Romania”: era in effetti il vero imperatore di Costantinopoli. Intanto i nobili bizantini si erano rifugiati ai confini dell'ex impero, dove si organizzarono in piccoli stati (Nicea, Trebisonda, Epiro), meditando la rivincita.
Nello Ionio i veneziani ottennero Modone e la vicina Corone sulla punta meridionale della Morea, e la fortificarono. Queste città diventarono i "due occhi della Repubblica" ("oculi capitales Communis"): tutte le navi che tornavano dal Levante avevano l'ordine tassativo di farvi sosta, per dare e ricevere informazioni su pirati e convogli.
Papa Innocenzo III fu imbarazzato dal prezzo che era costata la ricomposizione dello scisma e ben presto ci si dovette accorgere che in realtà la frattura tra latini e ortodossi era invece profonda più che mai. Dopo pochi decenni Giovanni III Vatatze si alleò con i genovesi per fare piazza pulita dei rivali, arrivando ad impadronirsi di tutte le province orientali e poi di Tessalonica (1246). Nel 1261 Michele VIII Paleologo sconfisse Baldovino II grazie all'appoggio di Genova, che guadagnò una posizione di preminenza nel Levante. La nuova dinastia tentò di ricucire i rapporti diplomatici tra Oriente e Occidente, ma l'impero era ormai duramente provato dalla rapace dominazione latina.

## Il titolo di Imperatore latino
Il nome latino dell'imperatore era Imperator Romaniae, o Imperatore di Romània. Questo nome, che all'incirca significa "terra romana", non ha niente a che vedere con l'attuale e omonima nazione; piuttosto, era la forma latina del titolo del cosiddetto Imperatore romano d'Oriente, che l'Imperatore latino sperava di rimpiazzare. L'Impero bizantino non venne infatti mai definito come tale nel corso della sua esistenza: tale definizione è di natura storiografica a posteriori, infatti il titolo dell'imperatore era Basileus Rhomaion, ovvero Imperatore dei Romani, per via della diretta continuità con l'Impero romano dopo la suddivisione tra Oriente e Occidente del 395. L'Impero latino avanzò pretese su tutti i territori controllati dall'Impero bizantino fin dal momento in cui Costantinopoli venne conquistata, ed esercitò il controllo su parte della Grecia (gli Stati crociati: il Regno di Tessalonica, il Principato d'Acaia, il Ducato di Atene).
Gran parte del territorio rimase però nelle mani degli stati rivali guidati dagli aristocratici dell'ex-Impero, come il Despotato d'Epiro, l'Impero di Nicea, e l'Impero di Trebisonda, anche se i parenti di Baldovino, conte delle Fiandre, combatterono lungamente per assicurarsene il dominio. L'Impero latino ebbe termine il 25 luglio 1261, quando Michele VIII Paleologo riprese Costantinopoli, deponendo l'ultimo imperatore, Baldovino II.
Per circa un secolo a seguire gli eredi di Baldovino II continuarono comunque ad usare il titolo di Imperatore di Costantinopoli e vennero formalmente considerati dai sovrani occidentali come i legittimi sovrani dei restanti Stati Latini dell'Egeo, fino alla ripresa dei suddetti territori da parte della dinastia dei Paleologi (che dedicarono maggiore priorità alla riconquista delle province elleniche, condannando quelle anatoliche ad una precoce sottomissione agli Ottomani).

## Imperatori latini di Costantinopoli, 1204-1383

### Effettivi, 1204-1261
- Baldovino I (1204 - 1205)
- Enrico di Fiandra (1206 - 1216)
- Pietro II di Courtenay (1217)
- Iolanda di Fiandra (1217 - 1219)
- Roberto di Courtenay (1218 - 1228)
- Maria di Courtenay (1222, 1228)
- Giovanni di Brienne (1228 - 1237)
- Baldovino II (1228 - 1261), morto nel 1273

### Titolari, 1261-1383
- Baldovino II (1261-1273)
- Filippo di Courtenay (1273-1283)
- Caterina I di Courtenay (1283-1308)
- Caterina II di Valois-Courtenay (1308-1346)
- Roberto di Taranto (1346-1364)
- Filippo II di Taranto (1364-1373)
- Margherita d'Angiò (1373-1380)
- Giacomo di Baux (1380-1383) (Giacomo cedette le sue pretese al titolo al duca Luigi I d'Angiò, pretendente anche al trono di Napoli, ma Luigi e i suoi discendenti non usarono mai il titolo).